# 玉帶余王氏節孝坊
玉帶余王氏節孝坊位於四川省達州市萬源縣，文物遺址年代判定為清。2012年7月16日公佈為第八批四川省文物保護單位。
玉帶余王氏節孝坊位於四川省萬源市玉帶鄉小學校內操場東側，清代牌坊，南北朝向，占地面積20平方公尺。牌坊通高8公尺，面闊三間，寬7.4公尺，進深2.48公尺。為石質仿木結構斗拱建築，四柱三開間五重簷廡殿式，飾以鏤空寶頂，飛簷鴟吻。整座牌坊整體保存完好，工藝奇絕，各額坊上深浮雕人物戰場、亭臺樓閣、飛禽走獸、花鳥草蟲對稱排列，造型生動，雕刻精美，為晚清時期牌坊建築的代表作，具有重要的研究和保護價值。在其左次間石柱還陰刻行書“平分土地”四個大字系1933年紅軍入川後所留。2010年，玉帶余王氏節孝坊被萬源市人民政府公佈為市（縣）級文物保護單位；2010年，玉帶余王氏節孝坊被達州市人民政府公佈為市級文物保護單位。